# Dora Czell
Dora Czell (* 27. Februar 1947 in Innsbruck, Tirol) ist eine österreichische Malerin und Kunsterzieherin.

## Leben
Dora Czell, geboren in Innsbruck, verbrachte ihre Kindheit in Scheffau/Kufstein. 1964 maturierte sie in Landeck bei Kunsterzieher Herbert Danler. Es folgte zwischen 1969 und 1973 das Studium der Kunsterziehung und Malerei an der Akademie der Bildenden Künste Wien bei Franz Elsner und Anton Lehmden (1971 Lehramtsprüfung, 1972 Diplom für Malerei). Von Letzterem, einem Hauptvertreter der Wiener Schule des Phantastischen Realismus, eignete sich Czell die altmeisterliche Malweise an und inhaltlich dessen Vorliebe zur lyrischen Landschaftsmalerei. Daraus entwickelte sie sich zu einer eigenständigen Tiroler Künstlerpersönlichkeit, die sich hauptsächlich von der Tiroler und italienischen Landschaft inspirieren ließ. Ab 1974 wirkte Dora Czell als Kunsterzieherin im Gymnasium in Imst, gefolgt von elf Jahren am BORG in Innsbruck.
1975 heiratete Czell den Maler Manfred Wagner und brachte ihren Sohn zur Welt. 1991 kehrte sie von Innsbruck nach Imst zurück. Zwischen 1995 und 2008 wohnte sie in Karres, anschließend übersiedelte sie nach Oetz. 2005 trat sie als Gründungsmitglied der Künstlergruppe IGNEA in Erscheinung. 2008 starb ihr vormaliger Ehemann Manfred Wagner.
Nachdem bereits 1978 der Staat Österreich ein Werk von ihr gekauft hatte, erfolgte 1985 der Ankauf eines weiteren Bildes „Ohne Titel“ zum Preis von 8.000 ÖS.
Das Tiroler Landesmuseum Ferdinandeum erwarb von ihr „Tschirgant“ (1975), „Marterl“ (1985), „Freund Nino“ (1986) und „I und du in Navis“ (1990).
Ihr Gemälde „Distelfrau“ wurde 2008/2009 gestohlen und zur Fahndung ausgeschrieben.

## Œuvre

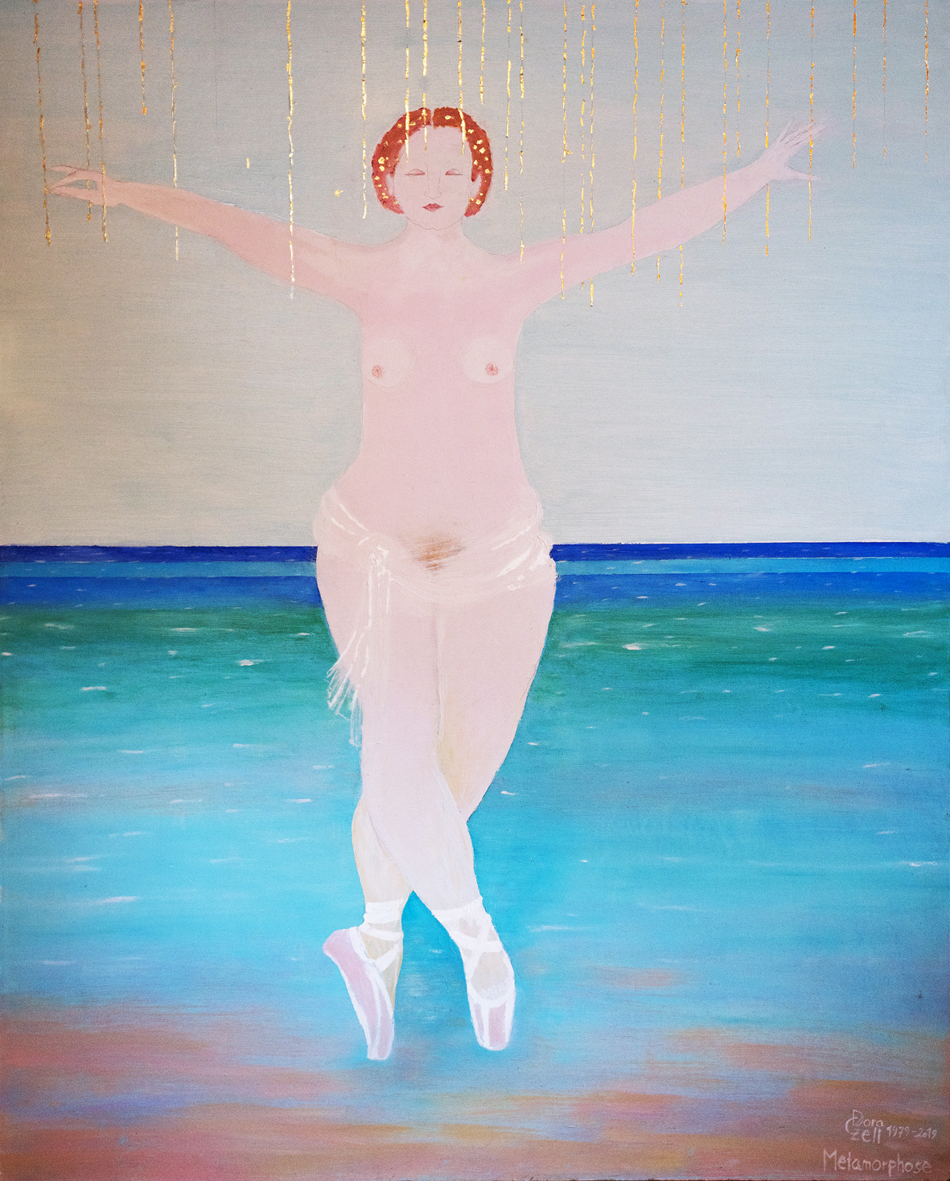
Metamorphose

„Es ist leicht und es ist schwer, über Dora Czells Bilder zu schreiben. Leicht ist es, weil durch ihre offene Mehrdeutigkeit, durch ihre schlichte Konzentriertheit auf Wesentliches die Betrachter intensiv angesprochen werden, Empfindungen und Gedanken auftauchen, die sich mühelos artikulieren lassen. Schwer ist es, weil uns ständig bewusst ist, dass jede subjektive Interpretation wieder aufgehoben, widerlegt werden kann, da die Bilder unterschiedlichen Deutungen offen stehen, sich letztlich nicht entschlüsseln lassen (...) “
„Es sind mehrere Bereiche, mit denen sich Dora Czells Kunst beschäftigt: die Natur, Mann und Frau, die Rolle der Frau, Religion und Transzendenz.“ Eingeflochten in ihre Werke sind mitunter symbolhafte Darstellungen wie etwa die Gämse (Czell: „Steht für die Hoffnung; so wie das Glück ist auch das scheue Tier nur für Momente zu sehen“) oder das Lamm/Schaf („Die Unschuld“).
In späteren Jahren, insbesondere während und nach der Corona-Pandemie, wandte sich Czell vermehrt dem Abstrakten zu. Selbst interpretiert die Künstlerin die Wandlung „als Übergang vom ,Erdigen‘ zum ,Luftigen‘“. Oberflächlich betrachtet deutet bereits die Verwendung von sakralen Elementen wie oben abgerundeten Bildtafeln mit Ähnlichkeit zur Ikonographie auf die vermehrte Konzentration auf das Thema Transzendenz hin. Es dominieren nun die Farben Rot (Czell: „Die Liebe“) und Blau (Czell: „Wasser und Luft“). Auch die vielfach verwendeten Umrahmungen aus Gold (Czell: „Symbol des Jenseits“) und Silber finden sich als Zitat auf die unter anderem bereits im Mittelalter bzw. in der Gotik verwendeten Stilelemente des „Abbildes der himmlischen Herrlichkeit“.
Als Übergangswerk zwischen Czells gegenständlicher und abstrakter Phase kann „Happy End“ (2018, Öl auf Holz mit Blattgold) angesehen werden. Die Künstlerin selbst sagt dazu: „Wer hofft im Leben nicht wie ich bei einem Film auf einen guten Ausgang?“
„Auf ihren Bildern wird das göttliche Antlitz auf Erden manifestiert, die Macht der Elemente, Tiere, Pflanzen und Menschen. Wir werden Gottes Schöpfung angesichtig; einer Schöpfung, die vollkommen ist, weil heil-ig und wunderbar ( ...) Dora Czells Bilder geben uns das Gefühl, weniger sterblich, weniger gewöhnlich zu sein! Sie schenken uns Momente der Erhabenheit.“

## Ausstellungen

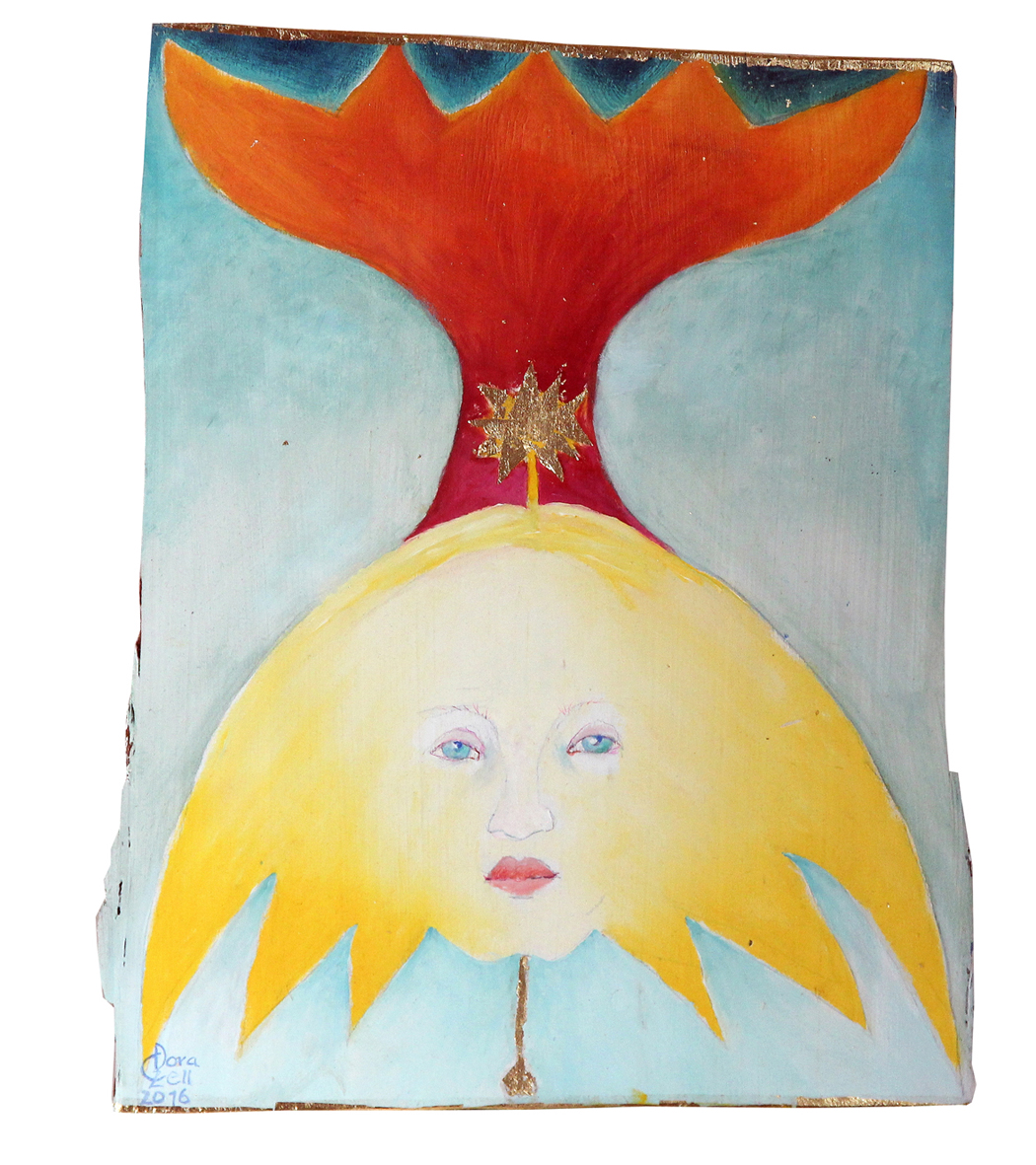
Waldfrau

- WaldfrauEinzelausstellungen in Imst: Galerie Theodor v. Hörmann, 1968, 1978,[13] 1985, 1989[14]
- 1973: Ausstellungsbeteiligung „Portrait heute“
- 1977: Florenz, Galleria il gabbiano; Innsbruck, Ausstellungsbeteiligung „Portrait nach 1945 in Tirol“
- 1987: Innsbruck, Stadtturmgalerie, Variationen zu „Farm der Tiere“ von George Orwell
- 1988: Innsbruck, Kolpinghaus, „luna mundtot“
- 1998: Innsbruck, Kolpinghaus
- Stunde der Seide2001: Engelsburg Neustift/Brixen

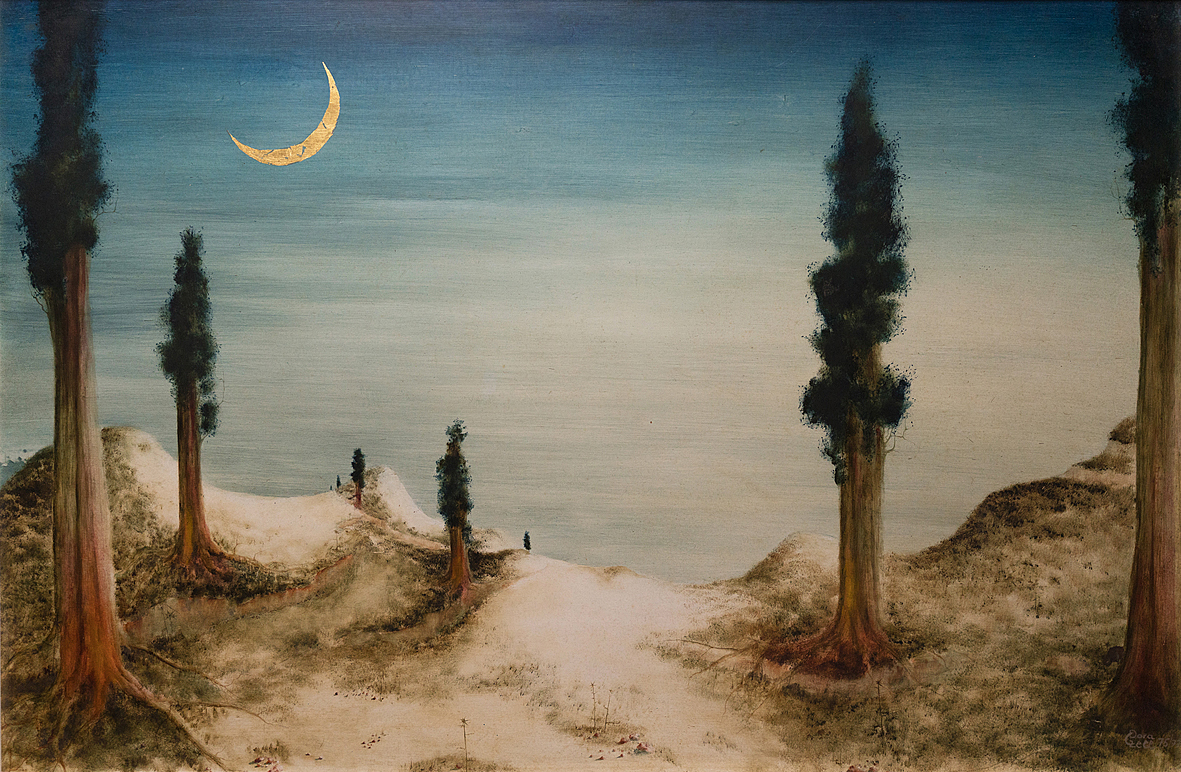
Stunde der Seide

- Gaia2004: Tarrenz, Museumsgalerie

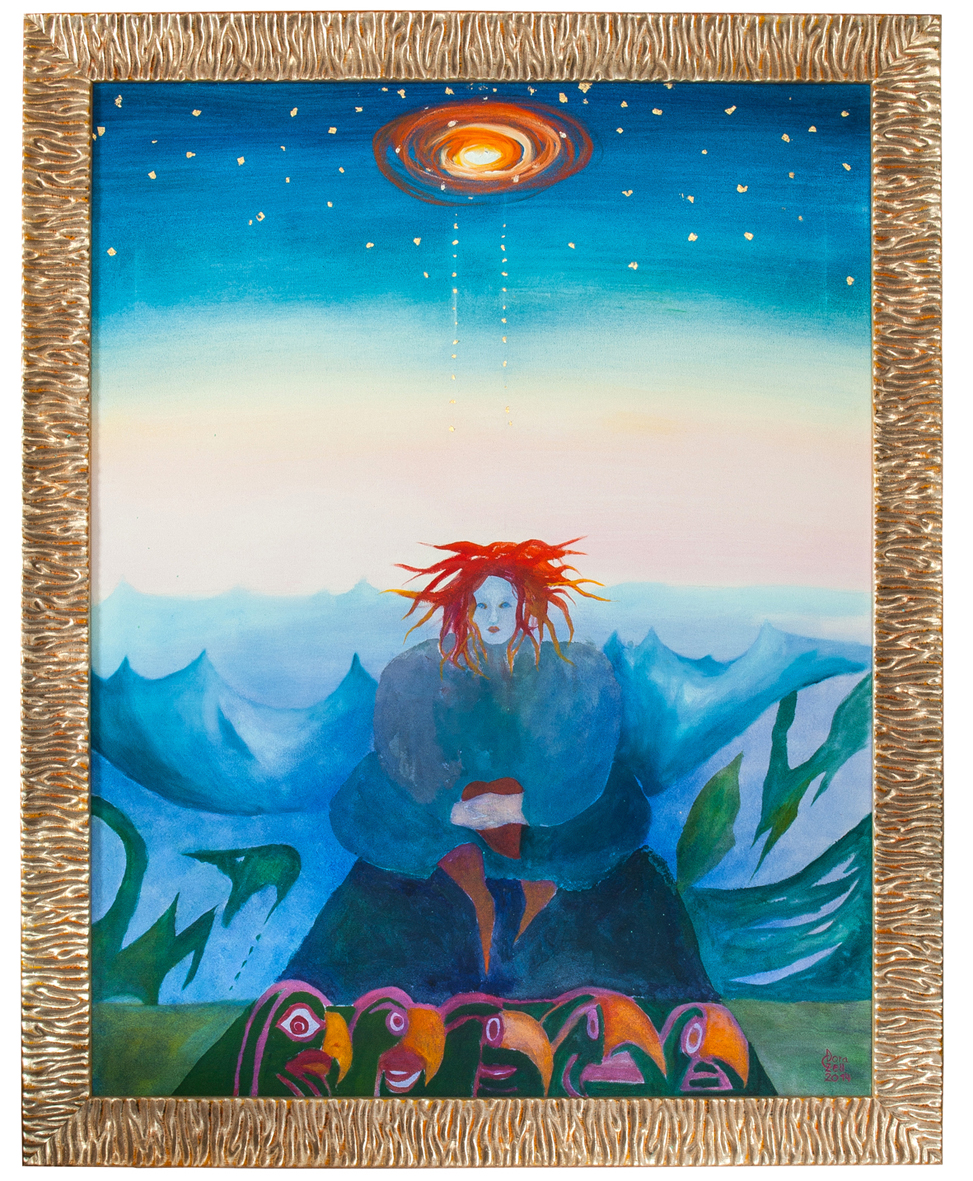
Gaia

- 2006: Neustift/Brixen, Ausstellung mit IGNEA, „Lamento – Huldigung an eine zerbrochene Welt“
- 2011: Turmmuseum Oetz, Sonderausstellung „Vogel des Morgens sing mir dein Lied“
- 2017: Städtische Galerie Imst, „Kairos – Bittersüße Bildgeschichten“[15]
- 2019: Landeck, Schloss

## Kataloge
- 1992: Klang der Stille OCLC 75597564
- 2017: Kairos[16]

## Film und Radio
- 2017: Dora Czell in der Galerie Theodor von Hörmann, Film gesendet am 15. November 2017 auf Oberland-TV, abgerufen am 11. März 2019
- Dora Czell. Tiroler Malerin. In: Menschenbilder, Radiosendung auf Ö1 vom 23. November 1997. Archiviert in FB Zeitgeschichte. Sondersammlung: Tonbandkassetten. der Universitätsbibliothek der Universität Wien.[17]